# Lijst van gemeentelijke monumenten in Maastricht, Heugem
De buurt Heugem in de wijk Maastricht-Zuidoost in Maastricht heeft 26 panden/objecten die als gemeentelijke monumenten zijn beschreven in 25 regels (monumentnummers). Zie hieronder een overzicht.
| Object                                                                            | Bouwjaar                                       | Architect               | Locatie                       | Coördinaten                   | Nr.       | Afbeelding                                                                        |
| --------------------------------------------------------------------------------- | ---------------------------------------------- | ----------------------- | ----------------------------- | ----------------------------- | --------- | --------------------------------------------------------------------------------- |
| Voormalig klooster van de Zusters van het H. Sacrament en van Liefde; kapel       | late 19e eeuw (oudste delen), 1933 (kapel)     |                         | De Beente 37                  | 50° 49' 53" NB, 5° 42' 20" OL | 0935/3707 | Voormalig klooster van de Zusters van het H. Sacrament en van Liefde; kapel       |
| Boerenhoeve met blokpleister                                                      | oude kern; 2e helft 19e eeuw                   |                         | Heugemer Kerkstraat 13        | 50° 49' 44" NB, 5° 42' 17" OL | 0935/3708 | Boerenhoeve met blokpleister                                                      |
| Mariabeeldje in nis                                                               |                                                |                         | Heugemer Kerkstraat bij 14    | 50° 49' 44" NB, 5° 42' 16" OL | 0935/3880 | Mariabeeldje in nis                                                               |
| Mariabeeldje in gevelnis                                                          |                                                |                         | Heugemer Molenstraat bij 17   | 50° 49' 42" NB, 5° 42' 16" OL | 0935/3724 | Mariabeeldje in gevelnis                                                          |
| Voormalige jongensschool in de stijl van het traditionalisme                      | 1933                                           | G. Pluijm en M. Hillens | Heugemer Pastoorstraat 12     | 50° 49' 47" NB, 5° 42' 15" OL | 0935/3709 | Voormalige jongensschool in de stijl van het traditionalisme                      |
| Parochiekerk H. Michaël                                                           | 1905 (koor), 1960 (schip)                      | F.P.J. Peutz (schip)    | Heugemer Pastoorstraat 15     | 50° 49' 46" NB, 5° 42' 14" OL | 0935/3710 | Meer afbeeldingen                                                                 |
| Pastorie in sobere, traditionalistische Wederopbouwstijl                          | 1953                                           | Harry Koene             | Heugemer Pastoorstraat 17     | 50° 49' 47" NB, 5° 42' 11" OL | 0935/3711 | Pastorie in sobere, traditionalistische Wederopbouwstijl                          |
| Voormalig klooster                                                                | ca. 1900                                       |                         | Heugemerstraat 90             | 50° 49' 47" NB, 5° 42' 19" OL | 0935/3712 | Voormalig klooster                                                                |
| Woonhuis                                                                          | 1949                                           | Harry Koene             | Heugemerstraat 100            | 50° 49' 45" NB, 5° 42' 20" OL | 0935/3713 | Woonhuis                                                                          |
| Smeedijzeren kruisbeeld                                                           | midden 20e eeuw                                |                         | Heugemerstraat bij 104        | 50° 49' 44" NB, 5° 42' 21" OL | 0935/3725 | Smeedijzeren kruisbeeld                                                           |
| Vrijstaand woonhuis in traditionele bouwstijl                                     | vroege 19e eeuw                                |                         | Heugemerstraat 104a           | 50° 49' 43" NB, 5° 42' 21" OL | 0935/3714 | Vrijstaand woonhuis in traditionele bouwstijl                                     |
| Mariabeeldje in nis                                                               |                                                |                         | Heugemerstraat bij 108        | 50° 49' 41" NB, 5° 42' 22" OL | 0935/3881 | Mariabeeldje in nis                                                               |
| Carréhoeve in traditionele bouwstijl                                              | vóór 1830 (kern)                               |                         | Heugemerstraat 116            | 50° 49' 39" NB, 5° 42' 23" OL | 0935/3715 | Carréhoeve in traditionele bouwstijl                                              |
| Voormalig klooster van de Zusters van het H. Sacrament en van Liefde              | late 19e eeuw, ca. 1900 (school), 1933 (kapel) |                         | Heugemerstraat 213            | 50° 49' 53" NB, 5° 42' 19" OL | 0935/3792 | Voormalig klooster van de Zusters van het H. Sacrament en van Liefde              |
| Voormalige school van de Zusters van het H. Sacrament en van Liefde; schoolgebouw |                                                |                         | Heugemerstraat 215            | 50° 49' 53" NB, 5° 42' 19" OL | 0935/3793 | Voormalige school van de Zusters van het H. Sacrament en van Liefde; schoolgebouw |
| Twee keramische gevelplaquettes                                                   |                                                |                         | Heugemerstraat bij 215        | 50° 49' 52" NB, 5° 42' 19" OL | 0935/3723 | Meer afbeeldingen                                                                 |
| Vrijstaand woonhuis met eenvoudige traditionele architectuur                      | ca. 1850                                       |                         | Heugemerstraat 221d           | 50° 49' 49" NB, 5° 42' 20" OL | 0935/3716 | Vrijstaand woonhuis met eenvoudige traditionele architectuur                      |
| Boerderij in traditionele bouwtrant                                               | vóór 1830 (kern)                               |                         | Heugemerstraat 245            | 50° 49' 44" NB, 5° 42' 22" OL | 0935/3717 | Boerderij in traditionele bouwtrant                                               |
| Eenvoudig boerenwoning in traditionele bouwstijl met mergel en baksteen           | vóór 1830                                      |                         | Heugemerstraat 251            | 50° 49' 42" NB, 5° 42' 22" OL | 0935/3718 | Eenvoudig boerenwoning in traditionele bouwstijl met mergel en baksteen           |
| Woonhuis met eenvoudige traditionele architectuur                                 | vóór 1830 (kern)                               |                         | Heugemerstraat 273            | 50° 49' 38" NB, 5° 42' 24" OL | 0935/3719 | Woonhuis met eenvoudige traditionele architectuur                                 |
| Hardstenen moordkruis ter nagedachtenis van Arnold Houbiers                       | 1814                                           |                         | Oosterweg bij 123             | 50° 49' 18" NB, 5° 42' 16" OL | 0935/3727 | Meer afbeeldingen                                                                 |
| Mariabeeld in gevelnis                                                            |                                                |                         | Oude Maasstraat bij 61        | 50° 49' 36" NB, 5° 42' 23" OL | 0935/3729 | Mariabeeld in gevelnis                                                            |
| Smeedijzeren veldkruis                                                            | XXA                                            |                         | Oude Maasstraat tegenover 100 | 50° 49' 36" NB, 5° 42' 17" OL | 0935/3728 | Smeedijzeren veldkruis                                                            |
| Mariabeeldje in nis                                                               |                                                |                         | Sint Michaelsweg bij 7        | 50° 49' 48" NB, 5° 42' 10" OL | 0935/3879 | Mariabeeldje in nis                                                               |
| Heilig Hartmonument                                                               | 1938                                           | Wim van Hoorn           | Sint Michaelsweg bij 10       | 50° 49' 46" NB, 5° 42' 10" OL | 0935/3730 | Meer afbeeldingen                                                                 |